# Премия имени И. П. Бардина
Премия имени И. П. Бардина — премия, присуждаемая с 1995 года Российской академией наук. Присуждается Отделением физикохимии и технологии неорганических материалов за выдающиеся работы в области металлургии.

Премия названа в честь советского металлурга И. П. Бардина.

## Лауреаты премии
- 1995 — Сергей Викторинович Шаврин — за серию работ по теории металлургических процессов и комплексной переработке железорудного сырья
- 1998 — Иринарх Александрович Карязин — за цикл работ «Комплексное использование титаномагнетитов на новом этапе развития производства»
- 1998 — Владилен Алексеевич Резниченко — за цикл работ «Комплексное использование титаномагнетитов на новом этапе развития производства»
- 2001 — Серафим Васильевич Колпаков — за цикл работ "Разработка и совершенствование технологий переработки комплексных руд по схеме «доменная печь-кислородный конвертер» с использованием математического моделирования
- 2001 — Аркадий Васильевич Ченцов — за цикл работ "Разработка и совершенствование технологий переработки комплексных руд по схеме «доменная печь-кислородный конвертер» с использованием математического моделирования
- 2004 — Леопольд Игоревич Леонтьев — за цикл работ по теме «Физико-химические основы и технические решения ресурсосберегающих экологически безопасных процессов комплексной переработки полиметаллических руд»
- 2004 — Леонид Андреевич Смирнов — за цикл работ по теме «Физико-химические основы и технические решения ресурсосберегающих экологически безопасных процессов комплексной переработки полиметаллических руд»
- 2004 — Юлиан Семенович Юсфин — за цикл работ по теме «Физико-химические основы и технические решения ресурсосберегающих экологически безопасных процессов комплексной переработки полиметаллических руд»
- 2007 — Николай Анатольевич Ватолин — за цикл работ «Физико-химические исследования ванадийсодержащих материалов и разработка экологически чистых схем извлечения ванадия и сопутствующих элементов из конвертерных шлаков и отходов тепловых электростанций».
- 2007 — Борис Дмитриевич Халезов — за цикл работ «Физико-химические исследования ванадийсодержащих материалов и разработка экологически чистых схем извлечения ванадия и сопутствующих элементов из конвертерных шлаков и отходов тепловых электростанций».
- 2007 — Татьяна Петровна Сирина — за цикл работ «Физико-химические исследования ванадийсодержащих материалов и разработка экологически чистых схем извлечения ванадия и сопутствующих элементов из конвертерных шлаков и отходов тепловых электростанций».
- 2010 — Вениамин Яковлевич Дашевский — за цикл работ «Физико-химические основы и технические решения процессов, направленных на повышение качества стали».
- 2010 — Владимир Иванович Жучков — за цикл работ «Физико-химические основы и технические решения процессов, направленных на повышение качества стали».
- 2010 — Евгений Христофорович Шахпазов — за цикл работ «Физико-химические основы и технические решения процессов, направленных на повышение качества стали».
- 2013 — Виктор Евгеньевич Громов — за работу «Разработка и внедрение ресурсосберегающих технологий упрочнения проката и прокатных валков, обеспечивающих получение высокого уровня прочности и эксплуатационной стойкости»
- 2013 — Валерий Яковлевич Чинокалов — за работу «Разработка и внедрение ресурсосберегающих технологий упрочнения проката и прокатных валков, обеспечивающих получение высокого уровня прочности и эксплуатационной стойкости»
- 2013 — Алексей Борисович Юрьев — за работу «Разработка и внедрение ресурсосберегающих технологий упрочнения проката и прокатных валков, обеспечивающих получение высокого уровня прочности и эксплуатационной стойкости»
- 2016 — Станислав Сергеевич Набойченко — за серию работ «Автоклавная гидрометаллургия цветных металлов»
- 2016 — Евгений Николаевич Селиванов — за серию работ «Автоклавная гидрометаллургия цветных металлов»
- 2016 — Михаил Нафтальевич Нафталь	— за серию работ «Автоклавная гидрометаллургия цветных металлов»
- 2019 — Константин Всеволодович Григорович — за цикл работ «Разработка физико-химических основ и технических решений технологий производства чистых сталей»
- 2023 Георгий Анатольевич Филиппов (ЦНИИ чёрной металлургии им. И.П. Бардина)